# Ziemia Granta
Ziemia Granta (ang. Grant Land) – półwysep Wyspy Ellesmere’a, stanowiący jej najbardziej północną część. Od południa ogranicza ją fiord Greely. Na Ziemi Granta znajduje się przylądek Columbia, najdalej na północ wysunięty fragment stałego lądu w Kanadzie (dokładniej w regionie Qikiqtaaluk terytorium Nunavut). Leży na niej Park Narodowy Quttinirpaaq i osada Alert. Cieśnina Robesona oddziela Ziemię Granta od wybrzeża Grenlandii.
Na Ziemię Granta sięga północny skraj pasma innuickiego, obejmujący jego najwyższy szczyt, Barbeau Peak. Geologicznie Ziemię Granta tworzą poziomo zalegające warstwy skał osadowych, co odróżnia ją od krystalicznych, silnie sfałdowanych skał tarczy kanadyjskiej odsłoniętych w południowej części wyspy.